# 耶穌之地地圖

耶穌之地地圖
加拿大合眾國，加拿大加上2004年支持約翰·克里的美國藍州
耶穌之地，2004年支持喬治·W·布什的美國紅州加上支持加拿大保守黨的艾伯塔省

耶穌之地地圖（英语：Jesusland map）是2004年美国总统选举之後出現在網路上的一個諷刺地圖，形容美國紅州與藍州之間巨大的政治鴻溝。在「耶穌之地」地圖中，藍州部分和加拿大合併成為加拿大合眾國，而紅色的部分則是耶穌之地，因為相關州分不論在道德和社會議題比較保守，而且不少是基督教新教福音派信徒。但不少州分在2008年美国总统选举之後已轉為搖擺州份。